# He Yong (dynastie des Han)
Pour les articles homonymes, voir He Yong.
He Yong (chinois : 何顒) (né vers 166 ?, mort vers 190[source insuffisante]) était un fonctionnaire chinois de la dynastie Han. Né à Nanyang ou à Zaoyang[réf. souhaitée], il a étudié à Luoyang, la capitale des Han.  Il fut l'un des partisans impliqués dans le Désastre de l'Interdiction des Partisans, en 166 et 169.